# Let Helios Airways 522
Let Helios Airways 522 (anglicky Helios Airways Flight 522) byl pravidelným letem společnosti Helios Airways, při němž se stroj Boeing 737-300 dne 14. srpna 2005 zřítil do kopcovitého terénu nedaleko vesnice Grammatiko u Marathónu v Řecku.
Posádka tohoto letounu, směřujícího z kyperské Larnaky do Prahy s mezipřistáním v Athénách, upadla do bezvědomí z důvodu chybně nastaveného přetlakového systému letadla. Následně došlo i k vyčerpání zásob paliva a Boeing se tak zřítil na zem. Všech 115 cestujících a 6 členů posádky na místě zahynulo.
Tato havárie se s celkovým počtem 121 mrtvých stala největším leteckým neštěstím v řecké historii a za haváriemi letů Flash Airlines 604, China Southern Airlines 3943 a USAir 427 zároveň i čtvrtou největší havárii tohoto typu Boeingu 737.

## Pozadí události
Tento konkrétní stroj byl nasazen do ostrého provozu dne 29. prosince 1997 a toho času jej vlastnila německá nízkonákladová společnost DBA (DBA Luftfahrtgesellschaft mbH). Od 16. dubna 2004 si jej ovšem pronajala letecká společnost Helios Airways a letadlo získalo přezdívku Olympia a registrační číslo 5B-DBY. Helios Airways kromě něj disponovaly také dvěma Boeingy 737-800 a jedním Airbusem A319-111, dodaným teprve 14. května 2005.
Let Helios Airways 522 měl podle plánu započít svou cestu v kyperské Larnace v 9:00 místního času a poté pokračovat do Prahy s jedním mezipřistáním v Athénách. Plánovaný přílet do Athén byl stanoven na 10:45. Kapitánem letadla byl 59letý německý pilot Hans-Jürgen Merten, který byl aerolinkami najat na sezónní výpomoc. Prvním důstojníkem byl 51letý Kypřan Pampos Charalambous, který byl stálým zaměstnancem společnosti Helios Airways.

## Let a havárie
Když onoho rána 14. srpna 2005 (velmi brzy po půlnoci ze 13/14. srpna) přiletěl letoun Olympia do Larnaky z Londýna, nahlásila posádka z předcházejícího letu problém se zadními servisními dveřmi. Během letu se u nich zevnitř objevila námraza kolem kliky a ozývaly se z nich hlasité kovové zvuky. Posádka tedy požádala o jejich revizi. Ta byla provedena pozemními techniky, kteří provedli přetlakovou zkoušku kabiny. Aby tento úkon bylo možno vykonat bez nutnosti nastartování motorů letadla, přepnul jeden z techniků ovladač přetlakového systému do polohy MANUAL. Po úspěšném provedení revize jej ovšem již nevrátil zpět do polohy AUTO.

Průběh letu Helios Airways 522 s označeným místem dopadu

Posádka letu HA 522 poté při třech po sobě jdoucích příležitostech toto nastavení přehlédla: při předvzletové proceduře, po nastartování motorů i při povzletové kontrole. Při žádné z těchto fází si posádka chybného nastavení nevšimla. Letoun tedy odstartoval v čase 9:07 místního času s přetlakovým systémem stále nastaveným do polohy MANUAL.
Během stoupání se tedy tlak v kabině letadla neustále snižoval. Když dosáhlo výšky 3670 m, rozezněl se na přístrojové desce varovný alarm, který měl upozornit na příliš nízký tlak vzduchu v kabině. Na jeho základě měla posádka okamžitě ukončit stoupání, ta jej ovšem mylně interpretovala jako alarm vzletová konfigurace. Za normálních okolností se má ale rozeznívat jen na zemi a má upozorňovat na skutečnost, že letadlo není připraveno ke vzletu.
V následujících minutách se na přístrojovém panelu rozsvítilo několik dalších varovných světel. Postupně se rozsvítily jedna nebo obě varovné kontrolky ventilátorů chlazení avioniky, které signalizovaly nízký průtok vzduchu skrze chlazení palubních systémů (což bylo důsledkem neustále se snižující hustoty vzduchu), vše bylo navíc doprovázeno výstrahou hlavního varovného tabla. To mohlo signalizovat nejen přehřívání systémů avioniky, ale také skutečnost, že je v kabině příliš malý tlak a dále také uvolnění kyslíkových masek v kabině cestujících – k tomu v případě letu HA 522 došlo přibližně ve výšce 5500 m.
Krátce poté, co se rozeznělo hlavní varovné tablo, kontaktoval kapitán vysílačkou operační středisko společnosti Helios Airways. Nahlásil, že došlo k aktivování alarmu vzletová konfigurace a porucha chlazení avioniky. Během promluvy s pozemním technikem několikrát zopakoval, že kontrolky funkčnosti ventilátorů chlazení nesvítí. Tento technik pojal podezření, že má letadlo problém se systémem přetlakování kabiny a přímo se kapitána zeptal slovy: „Můžete mi potvrdit, že je přetlakový panel nastaven do hodnoty AUTO?“. Kapitán ovšem otázku zcela přešel bez odezvy a namísto toho se zeptal: „Kde jsou pojistky chladicího systému?“ Toto byla zároveň poslední radiová komunikace s letadlem.
To posléze pokračovalo ve stoupání až do letové hladiny FL340, přibližně 10 000 m. Mezi časy 9:30 až 9:40 se nikosijské středisko řízení letového provozu opakovaně pokoušelo s letounem spojit, ovšem bezúspěšně. V 9:37 přešel Boeing rozhraní mezi Kyperským a Athénským informačním regionem aniž by provedl jakýkoli radiový kontakt. Devatenáct pokusů o kontaktování letadla mezi časy 10:12 až 10:50 zůstalo taktéž bez odezvy. V 10:40 vstoupilo letadlo do letového prostoru Athénského mezinárodního letiště. Zde setrvalo pod kontrolou autopilota po dobu dalších sedmdesáti minut.
V té době byly povolány dva stíhací letouny F-16 ze 111. hotovostní letky Řeckého vojenského letectva, aby s letadlem Boeing navázaly vizuální kontakt. K tomu došlo v 11:24 a bylo zjištěno, že první důstojník je bezvládně zhroucený ve své sedačce a že je sedadlo kapitána prázdné. Dále piloti stíhaček konstatovali, že se v kabině cestujících ze stropu volně pohupují kyslíkové masky. V 11:49 vstoupil do pilotní kabiny steward Andreas Prodromou a usedl na místo kapitána. Prodromou byl držitelem licence obchodního pilota, pro řízení Boeingu 737 ovšem neměl náležitou kvalifikaci. Vyšetřovatelé havárie konstatovali, že za zmíněných okolností byly Prodromouovy zkušenosti nedostatečné pro to, aby nad letadlem získal kontrolu. V každém případě neměl ani dostatek času, aby letadlo mohl zachránit.
Zanedlouho poté, co vstoupil do kabiny, totiž levému motoru došlo palivo, a letoun se tak posléze začal stáčet doleva a současně klesat. Deset minut poté došlo palivo i pravému motoru a letadlo se tak těsně před 12:04 zřítilo do kopcovitého terénu nedaleko vesnice Grammatiko. Havárii nikdo nepřežil.

## Cestující
Na palubě letu se nacházelo 115 cestujících a 6 členů posádky. 67 z nich mělo vystoupit po mezipřistání v Athénách a zbytek měl pokračovat dále do Prahy. Po nehodě se podařilo najít celkem 118 těl. 92 cestujících tvořili dospělí a 22 děti do osmnácti let. 103 osob tvořily osoby kyperské národnosti a 12 Řekové.
| Národnost | Cestující | Posádka | Celkem |
| --------- | --------- | ------- | ------ |
| Kypr      | 103       | 4       | 107    |
| Německo   | 0         | 1       | 1      |
| Řecko     | 12        | 1       | 13     |
| Celkem    | 115       | 6       | 121    |

## Vyšetřování havárie
Vyšetřování řecké vyšetřovací komise (anglicky Hellenic Air Accident Investigation and Aviation Safety Board) konstatovalo, že řetězec chyb vedoucích k havárii sestával z následujícího sledu událostí:
- neschopnosti posádky rozpoznat, že je ovladač přetlakování kabiny přepnut do polohy MANUAL
- neschopnosti posádky rozeznat skutečnou příčinu problému
- upadnutí posádky do bezvědomí z důvodu hypoxie
- vyčerpání zásob paliva
- náraz do země[4]

Mnoho těl bylo po havárii nemožné vizuálně identifikovat, jelikož byla spálena výbuchem po dopadu. Podle DNA nalezené na palubních přístrojích bylo určeno, že se v kokpitu těsně před havárií skutečně nacházel steward Andreas Prodromou, který se letadlo snažil zachránit. Jako jediný na palubě byl stále při vědomí a do vysílačky celkem pětkrát zavolal „Mayday“, nikdo jej však neslyšel, jelikož byla stále naladěna na frekvenci již vzdáleného letiště v Larnace. Pitva obětí navíc prokázala, že všechny osoby byly těsně před dopadem stále naživu, až na Prodromoua ovšem byly všechny v bezvědomí.

### Předchozí problémy s přetlakováním
Dne 16. prosince 2004 zaznamenal tentýž letoun během cesty z Varšavy náhlou ztrátu tlaku v trupu a posádka byla nucena provést nouzový sestup do bezpečné letové hladiny. Posádka kapitánovi nahlásila, že se ze zadních vstupních dveří ozvala hlasitá rána a mezi hranou dveří a trupem bylo možno vidět mezeru o velikosti lidské ruky.
Kyperští vyšetřovatelé nebyli schopni s jistotou určit příčinu problému, ale naznali, že existovaly dvě možnosti jeho vzniku:
- elektrická porucha uzamykání dveří, které se poté samy otevřely
- otevření dveří z něčí nedbalosti[17]

Matka prvního důstojníka letu 522 uvedla, že si její syn Pampos Charalambous opakovaně stěžoval společnosti Helios na neustálé namrzání částí interiéru letadla. Na poruchy klimatizace si rovněž stěžovali i sami cestující. Během dvou měsíců předcházejících havárii si problémy s klimatizační soustavou letadla vyžádaly celkem pět oprav.